# Бад Клајнкирхајм
Бад Клајнкирхајм је општина у покрајини Корушкој у Аустрији.

## Географија

### Локација
Просечна надморска висина Бад Клајнкирхајма је 1.087 метара. Површина коју заузима општина је 74,01 km². Налази се између језера Милштетер и долине реке Гурк. Окружује га неколико планина, с обзиром да се налази у долини. Ливаде заузимају 35 посто површине, шуме 28 посто, пољане 9,6 а пашњаци 1,3%, потоци и тресетишта заузимају 0,1% површине.